# 伊图尔门迪
伊图尔门迪（西班牙語：Iturmendi）是西班牙纳瓦拉的一个市镇。总面积10平方公里，总人口371人（2001年），人口密度37人/平方公里。